# Masłowice (powiat radomszczański)
Masłowice – wieś w Polsce położona w województwie łódzkim, w powiecie radomszczańskim, w gminie Masłowice.
W latach 1954–1972 wieś należała i była siedzibą władz gromady Masłowice. W latach 1975–1998 miejscowość należała administracyjnie do województwa piotrkowskiego.
Miejscowość jest siedzibą gminy Masłowice.
Z Masłowic pochodzą malarka Laura Siemieńska (autorka obrazu ołtarzowego Matka Boska Różańcowa z pobliskiego Chełma) oraz działacz opozycyjny w okresie PRL-u Aleksander Przygodziński (przywódca częstochowskiej Solidarności).

## Zabytki
Według rejestru zabytków Narodowego Instytutu Dziedzictwa na listę zabytków wpisany jest obiekt:
- park dworski, nr rej.: 362 z 12.05.1986